# Uherkovich Gábor
Uherkovich Gábor (Dobsina, 1912. október 20. - Pécs, 2002. március 7.) biológus, algológus.

## Életpályája
Dobsinán született 1912. október 20-án, az akkor még Magyarországhoz tartozó bányavárosban. Háromnyelvű (német, magyar, szlovák) környezetben nőtt fel. Nyolc éves volt, amikor családja a trianoni békeszerződés miatt Magyarországra került. A főiskolai és egyetemi tanulmányait 1931 és 1937 között Szegeden végezte Gelei és Györffy professzor tanítványaként. 1935-ben a Szegedi Tudományegyetemen szerzett biológia-földrajz szakos tanári diplomát. 1937-ben filozófiai doktorátust szerzett. Egy évig a prágai Károly Egyetem hallgatójaként az ottani Pascher Intézetben is dolgozott. A világhírű Pascher professzor hatására lett algológus.
1940-ben nősült meg, felesége Endrey Klára matematika-fizika szakos tanár. Gyermekeik: Ákos (1941), Ágnes (1943) és László (1946–1984). Hét unokája és tizennégy dédunokája született.
Oktatói és tudományos pályáját a szegedi tudományegyetemen kezdte, majd a pápai Állami Tanítóképző Intézet után (1938–40) a budapesti Állami Tanítóképző intézetben tanított. Közben 1940-ben a bécsi Collegium Hungarikumban, illetőleg a bécsi tudományegyetemen summa cum laude fokozatú egyetemi doktorátust szerzett.
Algakutatással, speciális kutatási területével 1938 óta folyamatosan foglalkozott. 1948-ban a Pécsi Pedagógiai Főiskola professzoraként megalapította a Növénytani Tanszéket és a Botanikus Kertet. A Botanikus Kert kialakítására a hajdani jezsuita gimnázium, a Pius épületeit ölelő 14 hektáros park adott lehetőséget. Itt is folytatta a scenedesmus zöldalga nemzetség kutatását.
„Ellenforradalmi”-nak minősített tevékenysége miatt azonban 1957-ben koholt vádak alapján megfosztották tanszékétől és a Szegedi Tiszakutató Állomásra helyezték.
1972-től 1978-ig a POTE egyik kutatócsoportjának tagja, külföldi kutatómunkáját 1989-ig folytatta.
Életének 90. esztendejében, 2002. március 7-én Pécsen hunyt el.

## Munkássága
Univerzális ismerettel rendelkező limnológusként nemcsak az összes hazai vizek kutatásában alkotott kiemelkedőt (115 tudományos közlemény), hanem a Nemzetközi Amazonas Projekt gyűjtéseinek feldolgozásával is (Visztula, valamint Albánia, Szlovákia, Skandinávia, Amazónia (Dél-Amerika) és Elefántcsontpart (Afrika) egyes folyóinak algavegetációját). Közben katedra nélküli vándortanítóként a fiatal algológusok több generációját nevelte fel. Nemzetközi publikációkban megjelent kutatási eredményei alapján 1963-tól folyamatosan kapta a meghívásokat a finn, svéd, német, lengyel és holland egyetemekre, több skandináviai egyetem meghívott tanára. Az édesvízi algakutatás több vonatkozásban úttörő, nemzetközileg ismert művelője. 5 könyv és 170 tudományos dolgozat szerzője. Szomorú tény, hogy az akadémiai nagydoktori értekezését, melyet 1971-ben nyújtott be, a tudományos minősítő bizottság félretette. 1990-ben rehabilitálták és megvédte akadémiai doktori értekezését. A Janus Pannonius Tudományegyetem címzetes egyetemi tanáraként részt vett az egyetemi biológusképzésben. Egyéb kitüntetések mellett a Societas pro Fauna et Flora Fennica tiszteletbeli tagja magyarként egyedül.
Fontos kutatásokat végzett a Dunán, a Tiszán és a Balatonban is. Megfigyelései, kísérletei azt igazolták, hogy "az algák e növényi mikroorganizmusok érzékeny műszerként reagálnak mindenfajta vízszennyeződésre, ezért több tudományág szakemberei sem hagyhatják figyelmen kívül az algások megjegyzéseit" - nyilatkozta 1996-ban a Szlovák Akadémia legmagasabb kitüntetésének, a Holuby-emlékérem átvételekor. [Uherkovich Ákos (2003) pécsi muzeológus kézirata édesapja életéről és tudományos munkásságáról.] " 1998-ban elnyerte az MTA Eötvös-koszorúját, és Pécs város díszpolgárságát. Az MTA Hidrobiológiai Bizottsága tagja, a Magyar Algológiai Társaság és a Magyar Biológiai Társaság pécsi csoportja tiszteletbeli elnöke, a Magyar Hidrológiai Társaság tiszteletbeli tagja volt.

## Művei
- Angaben zur Kenntnis der Algenvegetation von Dobschau (Dobsina) Conjugateen II. (alg.). Attila Nyomda, Budapest, 1943.
- Die Scenedesmus-Arten Ungarns. Akadémiai Kiadó, Budapest, 1966.